# Camila Vallejo
Pour les articles homonymes, voir Vallejo.
Camila Vallejo Dowling  /kaˈmila βaˈʝexo ˈdaʊlɪŋ/, née le 28 avril 1988 à Santiago, est une femme politique chilienne, militante des Jeunesses communistes du Chili, l'association de jeunesse du Parti communiste du Chili.

## Biographie

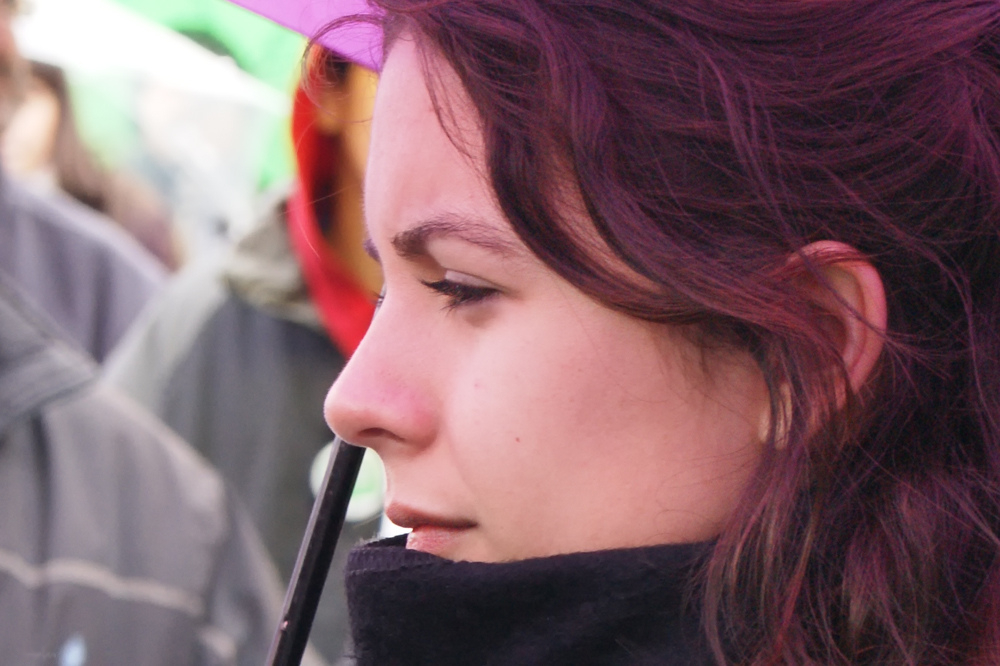
Camila Vallejo Dowling, pendant les protestations des étudiants chiliens de 2011

Camila Vallejo occupe la présidence de la Fédération des étudiants des universités du Chili (FECh) durant un an, la deuxième femme à occuper cette position après Marisol Prado, qui est présidente de 1997 à 1998. Elle se présente pour un second mandat en décembre 2011 mais est battue par Gabriel Boric le 7 décembre 2011. À cette date, elle devient vice-présidente de la FECh 
Elle prend de l'importance sur les scènes nationale et internationale comme l'une des principaux dirigeants du mouvement étudiant qui organise de grandes mobilisations et protestations au Chili en juin 2011. Ces mouvements ont pour but d'obtenir la réforme du système éducatif chilien, en exerçant une forte pression sur la présidence chilienne de Sebastián Piñera. Cependant, sa représentativité de la jeunesse étudiante chilienne est contestée par les étudiants mobilisés. Les discours aux intonations communistes de Camila sont loin de faire l’unanimité, malgré le fait que son message pour une éducation gratuite et de qualité soit un point d'accord entre tous les manifestants. 
Lors des élections parlementaires de novembre 2013, Camila Vallejo est élue députée de la circonscription de la Florida dans la banlieue de Santiago. Elle est élue avec 43 % des voix, sous les couleurs du Parti communiste du Chili.
En 2019, elle défend un projet de loi visant à réduire la semaine de travail de 45 heures à 40 heures. Elle s'engage aussi en faveur de la légalisation de l'avortement. 
Le 21 janvier 2022, elle est désignée ministre-Secrétaire générale du gouvernement par le président élu Gabriel Boric.